# Orde van de Wassende Maan
De Orde van de Wassende Maan, ook wel "Orde van de Wassende Maan in de Provence" genoemd, was een Franse ridderorde die op 11 augustus 1448 in Angers door koning René van de Provence als hoforde werd ingesteld. De orde, die kenmerken van ridderorden en geestelijke orden in zich verenigde, zou 50 ridders moeten tellen en dat zouden hertogen, vorsten, markiezen, burggraven en ridders met vier kwartieren moeten zijn. De ridders verplichtten zich tot wederzijdse bijstand en trouw aan de orde die, nadat de Provence in 1486 een deel van Frankrijk werd, snel werd vergeten. 
Ackermann vermeldt deze ridderorde als een historische orde van Frankrijk.